# Primeiro-ministro de Vanuatu
O Primeiro-ministro de Vanuatu é o Chefe de Governo da República de Vanuatu. O cargo foi criado em 1980, após a independência do país da França e do Reino Unido.

## Lista de Primeiros-ministros
1. Walter Lini (1980-1991)
2. Donald Kalpokas (1991)
3. Maxime Carlot Korman (1991-1995)
4. Serge Vohor (1995-1996)
5. Maxime Carlot Korman (1996)
6. Serge Vohor (1996-1998)
7. Donald Kalpokas (1998-1999)
8. Barak Sopé (1999-2001)
9. Edward Natapei (2001-2004)
10. Serge Vohor (2004)
11. Ham Lin̄i (2004-2008)
12. Edward Natapei (2008-2009)
13. Serge Vohor (2009)
14. Edward Natapei (2009-2010)
15. Sato Kilman (2010-2011)
16. Serge Vohor (2011)
17. Sato Kilman (2011)
18. Edward Natapei (2011)
19. Sato Kilman (2011-2013)
20. Moana Carcasses Kalosil (2013-2014)
21. Joe Natuman (2014-2015)
22. Sato Kilman (2015-2016)
23. Charlot Salwai (2016-2020)
24. Bob Loughman (2020-2022)
25. Ishmael Kalsakau (2022-2023)
26. Sato Kilman (2023)
27. Charlot Salwai (2023-2025)
28. Jotham Napat (2025-presente)